# Nederlands kampioenschap dammen 1925
Het Nederlands kampioenschap dammen van 1925 telde zeven deelnemers. Zowel Johan Vos en Arnold Damme eindigde beide met 16 punten. Er werd een herkamp van drie partijen georganiseerd om te bepalen wie de nationale titel mocht dragen. De eerste twee partijen eindigde in remise en de laatste partij werd gewonnen door Vos, waardoor hij zich nationaal kampioen mocht noemen.

## Resultaten
| Plaats | Naam              | 1   | 2   | 3   | 4   | 5   | 6   | 7   | AW | Wi | Re | Ve | Pnt | SB  |
| ------ | ----------------- | --- | --- | --- | --- | --- | --- | --- | -- | -- | -- | -- | --- | --- |
| 1      | Johan Vos         |     | 1   | 1   | 2 1 | 2   | 1 2 | 1   | 12 | 4  | 8  | 0  | 16  | 175 |
|        | Arnold Damme      | 1   |     | 1   | 1   | 2 1 | 2   | 2 1 | 12 | 4  | 8  | 0  | 16  | 172 |
| 3      | Piet van Dartelen | 1   | 1   |     | 1   | 2 0 | 1   | 1 2 | 12 | 2  | 9  | 1  | 13  | 151 |
| 4      | I.J. de Jong      | 0 1 | 1   | 1   |     | 1 2 | 2 1 | 1 0 | 12 | 2  | 8  | 2  | 12  | 137 |
| 5      | Herman de Jongh   | 0   | 0 1 | 0 2 | 1 0 |     | 0 2 | 1 2 | 12 | 3  | 3  | 6  | 9   | 99  |
|        | I. Milikowski     | 1 0 | 0   | 1   | 0 1 | 2 0 |     | 2 1 | 12 | 2  | 5  | 5  | 9   | 99  |
|        | C.J. Lochtenberg  | 1   | 0 1 | 1 0 | 1 2 | 1 0 | 0 1 |     | 12 | 1  | 7  | 4  | 9   | 115 |

1902 · 
1904 · 
1908 · 
1911 · 
1913 · 
1916 · 
1919 · 
1920 · 
1921 · 
1922 · 
1923 · 
1924 · 
1925 · 
1926 · 
1927 · 
1929 · 
1930 · 
1931 · 
1932 · 
1933 · 
1934 · 
1935 · 
1936 · 
1937 · 
1938 · 
1939 ·
1940 · 
1941 · 
1942 · 
1943 · 
1944 · 
1946 · 
1948 · 
1949 ·
1950 · 
1951 · 
1952 · 
1953 · 
1954 · 
1955 · 
1956 · 
1957 · 
1958 · 
1959 · 
1960 · 
1961 · 
1962 · 
1963 · 
1964 · 
1965 · 
1966 · 
1967 · 
1968 · 
1969 · 
1970 · 
1971 · 
1972 · 
1973 · 
1974 · 
1975 · 
1976 · 
1977 · 
1978 · 
1979 · 
1980 · 
1981 · 
1982 · 
1983 · 
1984 · 
1985 · 
1986 · 
1987 · 
1988 · 
1989 · 
1990 · 
1991 · 
1992 · 
1993 · 
1994 · 
1995 · 
1996 · 
1997 · 
1998 · 
1999 · 
2000 · 
2001 · 
2002 · 
2003 · 
2004 · 
2005 · 
2006 · 
2007 · 
2008 · 
2009 · 
2010 · 
2011 · 
2012 · 
2013 · 
2014 · 
2015 · 
2016 · 
2017 · 
2018 · 
2019 · 
2020 · 
2021 · 
2022 · 
2023